# Ctenophthalmus spalacis
Ctenophthalmus spalacis är en loppart som beskrevs av Jordan et Rothschild 1911. Ctenophthalmus spalacis ingår i släktet Ctenophthalmus och familjen mullvadsloppor. Inga underarter finns listade i Catalogue of Life.